# Морган, Уильям (переводчик Библии)
Уильям Морган (англ. William Morgan; 1547, Bro Machno, Конуи — 10 сентября 1604, Сент-Асаф, Денбишир) — англиканский епископ в Уэльсе, автор первого полного перевода Библии на валлийский язык.

## Биография
Морган родился в 1545 году в Северном Уэльсе, возле городка Бетус-и-Койд. Начальное образование он, вероятно, получил при замке Гвидир, земли владельцев которого арендовал его отец. Затем Морган учился в Кембридже, в Сент-Джонз-колледже, где изучал, в частности, философию, математику и греческий язык. В 1568 году он стал бакалавром искусств, а в 1571 году — магистром. Затем он посвятил семь лет изучению библеистики, включая тексты на греческом, древнееврейском и арамейском языках, а также труды отцов церкви и современных ему протестантских богословов. В 1578 году он получил степень магистра, а в 1583 году — доктора богословия.
В 1568 году он прошел ординацию и стал священником Англиканской церкви. Первым его приходом был Лланбадарн-Ваур возле Аберистуита в Центральном Уэльсе (1572), затем Уэлшпул (Траллунг) возле английской границы (1575). Наконец, в 1578 году он был назначен главой прихода в Лланрайадр-им-Мохнант, в графстве Монтгомеришир (сейчас — графство Поуис).
В 1595 году Уильям Морган стал епископом Лландаффа (Лландаффский собор), а в 1601 году — епископом диоцеза Сент-Асаф (Сент-Асафский собор), где и умер в 1604 году.

## Перевод Библии
В 1567 году был издан перевод Нового Завета авторства Уильяма Солсбери. Морган, который был тогда студентом, был доволен, но он полагал необходимостью издание полного перевода Библии, включающего и Ветхий Завет. В 1588 году он издал свой перевод Ветхого Завета вместе с отредактированной им же версией Нового Завета, созданной на основе перевода Солсбери. В своей работе он пользовался не только и не столько английскими версиями, сколько оригинальными текстами Библии.
В 1599 году Морган издал пересмотренный вариант перевода англиканского молитвенника, изначально выполненного тем же Солсбери. Он также начал работу по созданию новой версии своей Библии 1588 года, однако закончить её довелось уже епископу Ричарду Пэрри и Джону Дэвису после смерти Моргана в 1604 году. Этот вариант был издан в 1620 году. Именно он известен как «Библия Уильяма Моргана», и до недавнего времени именно он был главным вариантом перевода Библии на валлийский язык и употреблялся в богослужении. В принципе он продолжает употребляться и сейчас.
Перевод Уильяма Моргана позволил валлийцам читать Библию на своем родном языке (и употреблять её в церкви) почти в то же время, что и англичанам: это во многом обеспечило сохранение валлийского как письменного и разговорного языка и обусловило возможность развития грамотности на валлийском языке. Кроме того, язык этого перевода до недавнего времени (а в определенной степени и сейчас) играл решающую роль в установлении норм валлийского письменного языка.